# Pasajes
Pasajes (oficialmente en euskera: Pasaia) es una localidad y municipio español situado en la parte nororiental de la comarca de San Sebastián, en la provincia de Guipúzcoa, comunidad autónoma del País Vasco. Es una bahía natural que se ha sabido aprovechar tal y cómo era hace siglos.
Pasajes es un municipio singular y está formado por cuatro pueblos como son San Pedro, San Juan, Antxo y Trintxerpe en torno a la ría (es decir, cauce fluvial –del río Oyarzun– invadido por el mar ) y puerto del mismo nombre. El municipio está ligado indisolublemente a estos dos elementos.
Dos de los distritos de Pasajes (Trintxerpe y Pasajes Antxo) forman un continuo urbano con los barrios orientales de la ciudad de San Sebastián, siendo en la práctica una prolongación de la misma. Como más claro ejemplo de ello están calles como Azkuene (Trintxerpe) o Eskalantegi (Antxo), en las que una acera pertenece a San Sebastián y la otra a Pasajes.

## Toponimia
Las dos poblaciones históricas que forman el municipio de Pasajes son las aldeas de San Pedro y San Juan, nacidas en los lados opuestos de la bocana del puerto de Pasajes. Eran originalmente sencillas aldeas de pescadores y pilotos marinos. Sus nombres se deben a las advocaciones de sus respectivas iglesias parroquiales.
Originalmente la ría de Pasajes era conocida como Puerto o ría de Oiarso, antiguo nombre del valle y del río que desembocan en la misma, que actualmente se llama Oyarzun. El nombre de Pasage (escrito originalmente con g) aparece a finales del siglo XV para referirse a la ría y fue posiblemente un término traído al lugar por los gascones que se asentaron en el lugar durante la Baja Edad Media. Durante siglos se habló localmente (junto al euskera) el idioma gascón, tanto en Pasajes como en la vecina San Sebastián, ya que ambas localidades fueron colonizadas por gentes procedente del sur de Francia. Los últimos hablantes nativos de gascón murieron a principios del siglo XX, pero se han conservado algunas frases y palabras del gascón hablado localmente por los pasaitarras. Entre los términos registrados se encuentra el de passaje, que se utilizaba como sinónimo de puerto por aquellos últimos pasaitarras que seguían conservando el idioma gascón. Por ello una de las teorías sobre el origen etimológico del término es que significa simplemente puerto. También pasage podría estar relacionado con pasaje como sinónimo de estrecho y haría en este caso referencia a la estrecha y muy característica bocana del puerto. Por último una teoría menos extendida hace referencia a que el nombre proviene de un tributo llamado pasage que debía pagarse allí, que sería un derecho que se paga por pasar por un lugar. En cualquier caso el nombre era originalmente singular, el Pasage.

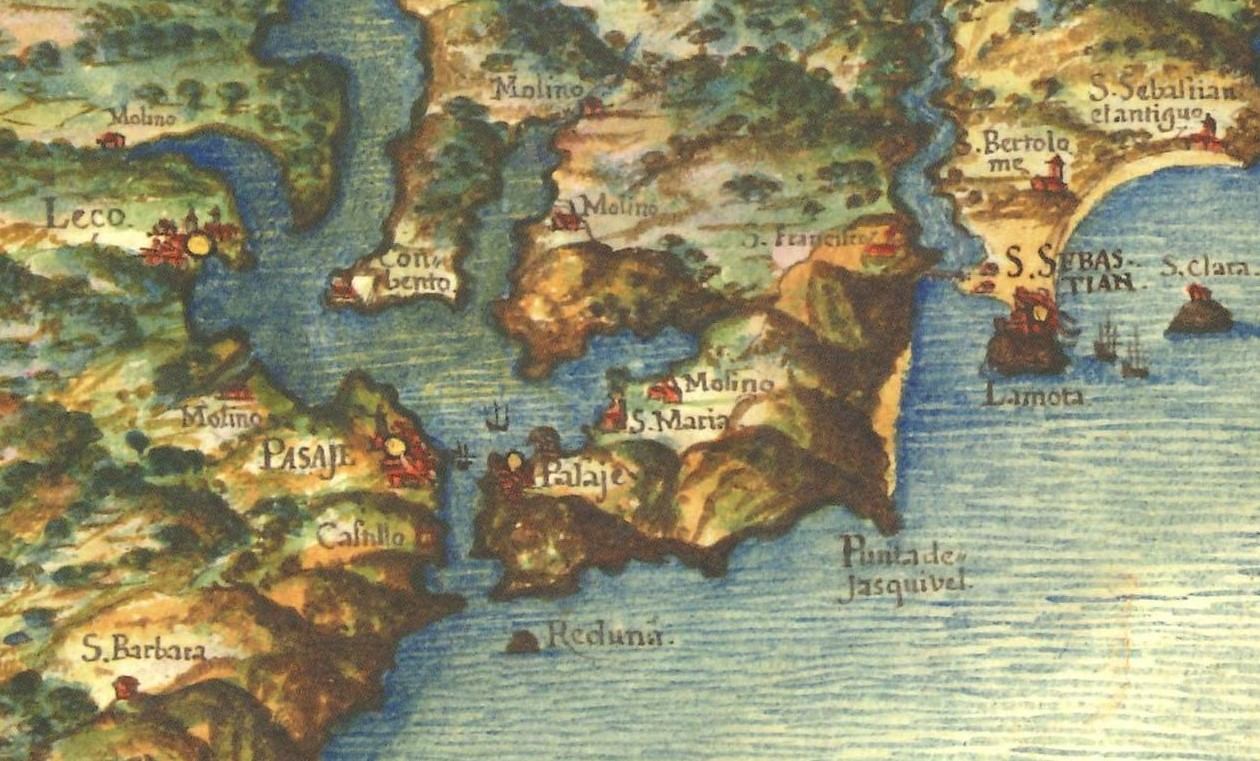
Topónimos PASAJE y Pasaje en el Atlas del cartógrafo Pedro Texeira, 1634

El Atlas  del cartógrafo Pedro Texeira, fechado en 1634, incluye las localidades de Pasaje a ambos lados del canal, una de ellas escrita en letras mayúsculas (PASAJE) y otra en minúsculas (Pasaje), lo que parece indicio de la evolución de éstas a un único topónimo Pasajes para referirse a ambas.
El nombre vasco del municipio Pasaia es traducible al castellano como el pasaje y ha conservado el carácter singular original del topónimo. La utilización del plural en castellano es relativamente reciente y se produce probablemente a partir de 1805 cuando se crea la villa que agrupa bajo la misma jurisdicción a las poblaciones de San Pedro y San Juan, es decir, al Pasage de San Juan y al Pasage de San Pedro, momento en el que comienza a hablarse de los Pasages. Oficialmente el municipio se denominó Pasages (todavía se escribía oficialmente con g durante buena parte del siglo XIX) a lo largo de la mayor parte del siglo XIX. Tras un breve lapso de tiempo en el que los dos pasages estuvieron de nuevo separados, el municipio se reunificó en la última década del siglo XIX, tomando la denominación oficial de Pasajes (ya con j) a partir de entonces. En la década de 1980 el municipio volvió a cambiar de forma oficial su nombre y pasó a denominarse Pasaia, tomando, por tanto, únicamente la variante en lengua vasca del topónimo como denominación oficial y excluyendo la forma en español.
Los vecinos de Pasajes reciben el nombre genérico de pasaitarras, gentilicio que se obtiene de unir el nombre vasco del municipio Pasai(a) con el sufijo -(t)arra que se utiliza en euskera para crear gentilicios. Sin embargo, cada distrito tiene también su gentilicio particular; los de San Pedro se llaman sampedrotarras, los de San Juan, sanjuandarras, los de Pasajes Antxo, antxotarras (aunque utilicen también indistintamente el genérico de pasaitarras) y los de Trintxerpe, trintxerpetarras.

## Geografía
Pasajes se sitúa en la parte nororiental de Guipúzcoa, dentro de la Comarca de San Sebastián a 6 km del centro de San Sebastián (capital de provincia).
Pasajes es un municipio pequeño de 11,34 km². Está atravesado por la antigua carretera N-I, renombrada como GI-636. El municipio está dispuesto en torno a la ría y puerto de Pasajes. La ría de Pasajes es un estupendo puerto natural, aislado de los embates del mar Cantábrico, y comunicada con este mediante un estrecho canal natural. La bocana o entrada al puerto es relativamente estrecha, pues no supera los 200 metros. Los montes Ulía y Jaizquíbel protegen a la ría y se encuentran a ambos lados de la bocana de su puerto.
Los cuatro distritos pasaitarras son Pasajes San Juan (Pasai Donibane) o simplemente San Juan (Donibane), Pasajes San Pedro (Pasai San Pedro) o San Pedro, Pasajes Ancho (Pasai Antxo) o Ancho (Antxo) y Pasajes Trincherpe (Pasai Trintxerpe) o Trincherpe (Trintxerpe).
Además del territorio situado en torno a la ría de Pasajes, el municipio se prolonga hacia el noreste, perteneciendo al mismo aproximadamente 1/4 parte del monte Jaizquíbel, un monte que alcanza los 540 metros de altitud en el municipio y que discurre paralelo a la costa. El centro del pueblo se alza a 4 metros sobre el nivel del mar. La costa es acantilada a lo largo del término municipal, acomodándose en ella abundantes poblaciones de gaviotas y de otras aves.
Trincherpe y Pasajes Ancho limitan por el oeste con San Sebastián. Pasajes Ancho limita por el este con Rentería. Pasajes de San Juan limita por el este con Lezo. El municipio tiene también frontera con Fuenterrabía al este, en la zona del monte Jaizquíbel.
| Noroeste: San Sebastián | Norte: mar Cantábrico | Nordeste: Fuenterrabía |
| Oeste: San Sebastián    |                       | Este: Lezo             |
| Suroeste: San Sebastián | Sur: San Sebastián    | Sureste: Rentería      |

### Distritos
Forman Pasajes cuatro distritos:

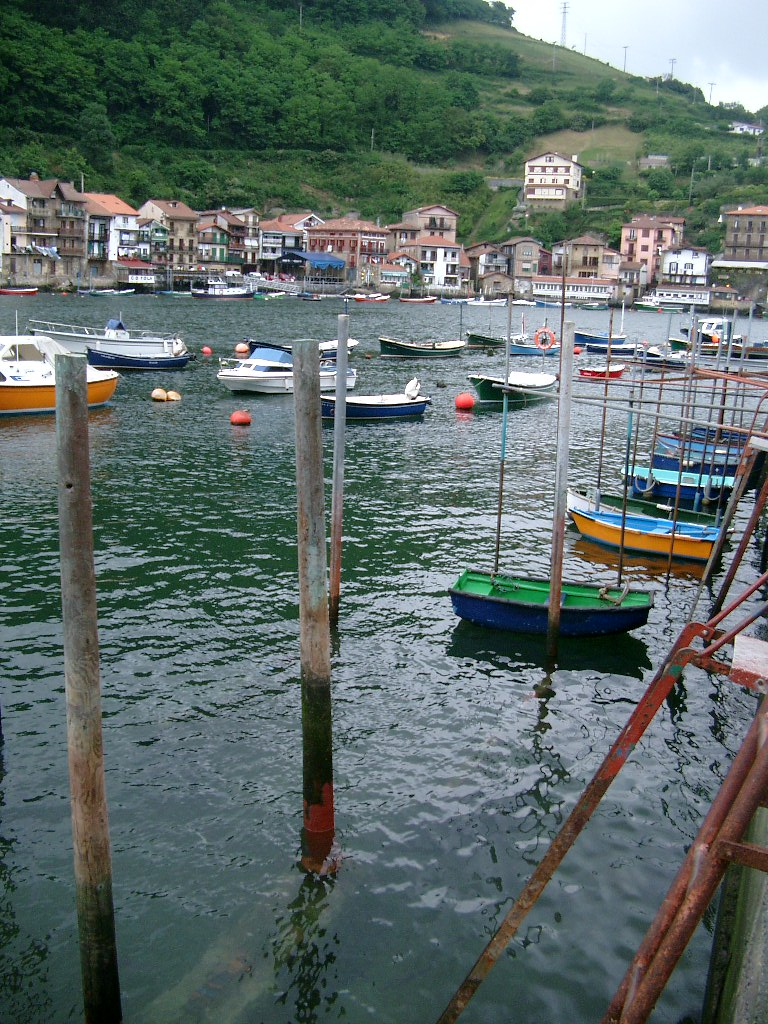
Txalupas (Chalupas) en San Pedro. Al fondo, San Juan

Pasajes San Juan (en euskera: Pasai Donibane). Se encuentra en la parte oriental de la bocana del puerto a los pies del monte Jaizquíbel. Aquí está el ayuntamiento. Tiene 2372 habitantes (2009). 
Pasajes San Pedro (en euskera: Pasai San Pedro). Se encuentra en la parte opuesta de la bocana, en las faldas del monte Ulía con 2781 habitantes (2009).
Pasajes Ancho (en euskera: Pasai Antxo). En el lado opuesto de la ría frente a las otras dos poblaciones. Tiene 4678 habitantes (2009).
Trincherpe o Pasajes Trincherpe (en euskera: Trintxerpe o Pasai Trintxerpe). Se encuentra entre San Pedro y Bidebieta (barrio de San Sebastián) con aproximadamente 6190 habitantes (2009).
Si queremos ir por ejemplo de San Pedro a San Juan, que se encuentran en las orillas opuestas de la bocana del puerto, existen dos opciones: bien atravesar la estrecha bocana en bote o bordear toda la ría por carretera (7 km). Si optáramos por la segunda opción, llevaríamos a cabo el siguiente recorrido. Pasaríamos en primer lugar por Trincherpe. Luego entraríamos en el barrio donostiarra de Herrera. Volveríamos a entrar en Pasajes, esta vez en el distrito de Ancho. Pasaríamos por el barrio de Capuchinos (Kaputxinoak) de Rentería. Atravesaríamos el pueblo de Lezo. Y finalmente volveríamos a entrar en Pasajes, esta vez en el distrito de San Juan.
Lo que da unidad territorial a los cuatro distritos de Pasajes es una estrecha franja de terreno que bordea toda la ría y que incluye las instalaciones portuarias, pero no la carretera que bordea la misma. Esto se debe a que la razón principal de la existencia del municipio de Pasajes es la de concentrar dentro de una misma unidad administrativa local las instalaciones del puerto de Pasajes.

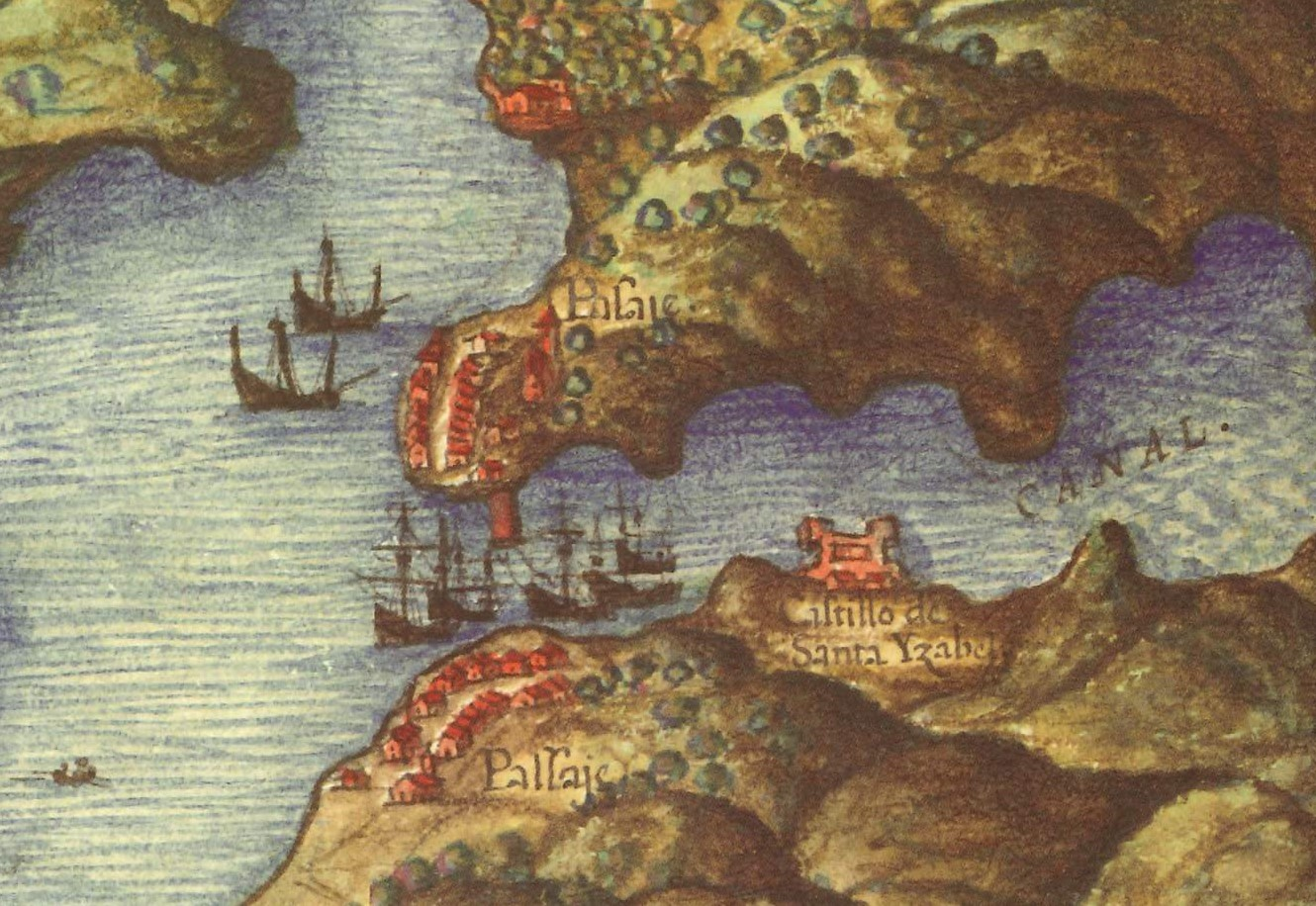
Otro fragmento del Atlas de Pedro Texeira, 1634

## Historia
Las localidades históricas de Pasajes son las aldeas pescadoras de San Juan y San Pedro, situadas a ambos lados de la bocana de la ría de Pasajes.
Durante siglos, la ría ha sido objeto de disputas entre las localidades ribereñas por su control. Perteneciente originalmente al ámbito del Valle de Oiarso (asentamientos en Orereta, Elizalde, Alcibar e Iturrioz), dentro de lo que hoy son los municipios Rentería y Oyarzun, en 1180 le fue concedida a la villa de San Sebastián jurisdicción sobre la ría. En 1203, cuando el rey Alfonso VIII crea la villa de Fuenterrabía, la Ría del Pasage queda convertida en frontera entre ambas jurisdicciones. La orilla oriental queda en manos de Fuenterrabía, incluyendo las aldeas de San Juan y Lezo, mientras que la occidental sigue perteneciendo a San Sebastián, incluyendo a San Pedro. Con posterioridad la situación se complica aún más al convertirse en 1320 Rentería en villa.
En el siglo XVIII este puerto se convirtió en clave para el comercio con América. El 3 de febrero de 1689, nació Blas de Lezo y Olavarrieta, un almirante conocido por la singular estampa que le dieron sus numerosas heridas de guerra (un ojo tuerto, un brazo inmovilizado y una pierna arrancada)—,considerado uno de los mejores estrategas de la historia de la Armada Española y conocido por dirigir, junto con el virrey Sebastián de Eslava, la defensa de Cartagena de Indias en el Nuevo Reino de Granada, durante el asedio británico de 1741. En 1740 partió desde Pasajes rumbo a América Luis de Unzaga y Amézaga, quien llegó a ser el creador del primer sistema educativo público bilingüe del mundo y sobre todo importante por convertirse en el primero que ayudó a nacer los EE. UU. gracias a su red de agentes secretos y provisiones desde el País Vasco, con la ayuda de las empresas comerciales de su familia Unzaga-Gardoqui-Amézaga. La aldea de San Juan obtuvo el título de villa en 1770, separándose definitivamente de Fuenterrabía, tras tres años de pleitos.
En abril de 1777 partió del puerto de Pasajes de San Juan con rumbo a Estados Unidos el revolucionario francés marqués de Lafayette, una de las figuras destacadas de la Revolución Norteamericana. Otro visitante ilustre que dejó constancia de su estancia en Pasajes fue Melchor Gaspar de Jovellanos, que la visitó en 1791. En 1794, durante la guerra de la Convención, Pasajes fue tomada por las tropas francesas, ante cuyo avance huyó la población. Sin embargo, la aldea de San Juan no fue incendiada, por lo que se conserva su patrimonio intacto.
En 1805, el rey Carlos IV decreta la reorganización administrativa del puerto de Pasajes. Pone todo el puerto y ría bajo la jurisdicción de un capitán de puerto y unifica todo el territorio del puerto bajo una única jurisdicción administrativa local. Para ello segrega el barrio de San Pedro de San Sebastián y lo une a la villa de San Juan. La nueva villa se denomina Pasajes. También se fijan los límites de la nueva villa bajo cuya jurisdicción queda todo el perímetro de la ría.

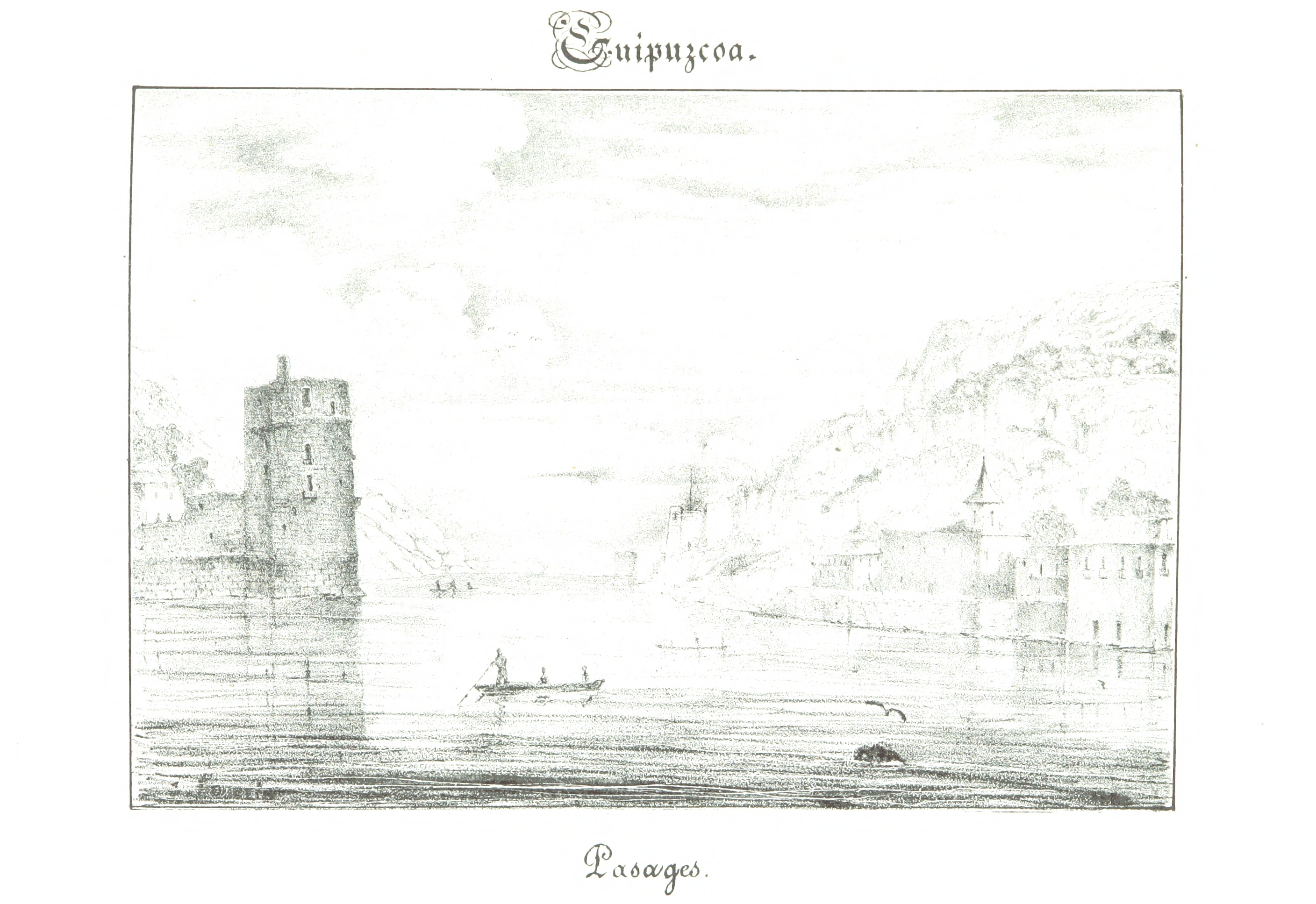
Vista de Pasajes en la primera mitad del

En 1808, Pasajes fue de nuevo ocupado por tropas francesas. El nuevo rey, José Bonaparte, decretó en 1809 la suspensión de la segregación de San Pedro, que volvió a pertenecer a San Sebastián, volviéndose a la situación anterior a 1805. En 1813, tras ser derrocado este rey, se retornó a su vez a la situación de 1805.

### Manufactura de porcelana de Fusada y Comp
Entre 1858 y 1910, funcionó en Pasajes de San Juan la fábrica de porcelana o Manufactura de porcelana de Fusada y Compañía, uno de sus últimos directores fue el ceramista Daniel Zuloaga, desde 1906.

### Pasajes Ancho
Este distrito de Pasajes surge en la segunda mitad del siglo XIX en la desembocadura de la regata de Molinao, donde había una marisma pantanosa que en pleamar se veía anegada por el agua. La construcción de una carretera en 1846, de una línea férrea en 1864, de una línea de tranvía en 1865 y finalmente de un muelle portuario en 1870 acabaron separando la marisma de Molinao del resto de la ría. El Duque de Mandas, propietario de la marisma, encauzó la regata de Molinao y procedió a desecar las marismas de su margen izquierda, utilizando para ello los materiales excavados en la construcción de los túneles del ferrocarril San Sebastián-Irún. Así fue ganada una considerable extensión de terreno llano antes improductiva. El terreno ganado al mar fue llamado Pasajes Ancho. El nombre parece deberse a un caserío llamado Ancho, situado en las proximidades. Los terrenos fueron utilizados originalmente para uso industrial, pero poco a poco fueron sustituidos por viviendas hasta constituir el actual barrio. El nuevo barrio fue causa de un largo pleito entre San Sebastián, Alza y Pasajes por su posesión. Finalmente en 1890 se resolvió que todos los terrenos que hubieran sido ganados al mar debían pertenecer a la jurisdicción de Pasajes.

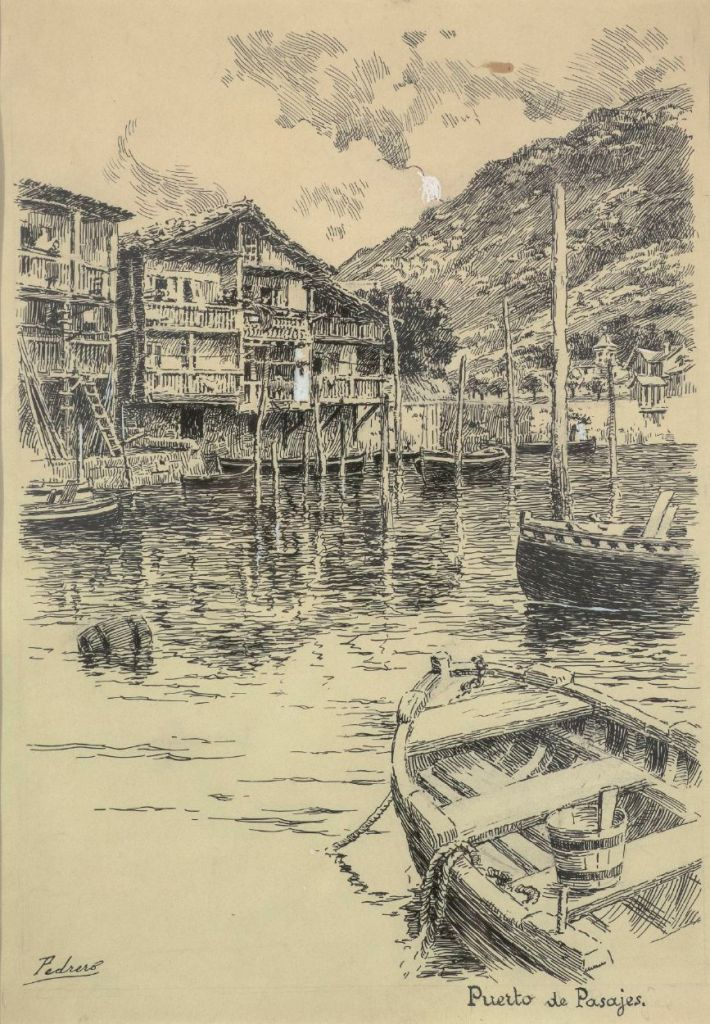
Puerto de Pasajes en una ilustración de Mariano Pedrero de comienzos del

Pasajes Ancho ha sido tradicionalmente un barrio portuario, ligado al trasiego de gentes que iban y venían, y al tráfico de mercancías de los muelles cercanos. Actualmente es un barrio residencial de carácter obrero. Está muy bien comunicado, ya que cuenta con dos estaciones de tren, una de Adif, donde paran trenes de cercanías operados por Renfe y otra de ETS, donde Euskotren opera el servicio de metro denominado Topo; aparte de la parada de autobuses interurbanos, que nos conducen en sentido oeste hasta la capital y en sentido este hasta la comarca del Bidasoa. En total son ocho las líneas de autobús que tienen parada en este distrito.
También hay un carril de bicicletas que comunica el distrito de Pasajes Ancho con el centro de la capital y con Oyarzun por Rentería.
En el año 2015 se inauguró el frontón Ibaiondo, un frontón cubierto que viene a suplir con el que anteriormente contaban en el plaza Viteri (antiguos colegios públicos de Pasajes).

### Trincherpe
El nombre de este barrio proviene de un caserío llamado Trincher, y significa 'debajo de Trincher'. Ello se debe a que la primera manzana de viviendas que se construyó para alojar a los pescadores gallegos que vinieron al barrio lo fue a los pies del citado caserío. Surge como barrio de San Pedro, en los límites de este con San Sebastián. Actualmente forma un continuo urbano con San Pedro a un lado y San Sebastián al otro. Es el barrio más populoso del municipio, de carácter obrero y ha crecido fuertemente en las décadas de 1960 y 1970 debido a la inmigración procedente de otras regiones de España, especialmente de Galicia. Es tan importante la comunidad gallega de Trincherpe, que al barrio se le suele llamar la pequeña Galicia o la quinta provincia gallega.
Trincherpe fue un barrio del distrito de Pasajes de San Pedro hasta 1983, en que se constituyó como cuarto distrito pasaitarra.

### Conflicto de las mugas
En el año 2002 el secretario municipal y abogado del ayuntamiento, Joseba Belaustegi, "descubrió" un documento (de sobra conocido por los historiadores) en el que Joseph Vargas Ponce, comisionado en 1805 por el rey Carlos IV para la creación de la nueva villa de Pasajes, fijaba la que debía ser la nueva jurisdicción de la población. Los límites fijados por Vargas alcanzaban «las vertientes de los montes que dejan caer sus aguas a la bahía» y por tanto eran más amplios que los que tradicionalmente serían considerados los límites de Pasajes durante los siguientes 200 años y los que actualmente se consideran como parte del municipio. Durante los dos siglos de historia de Pasajes, este municipio ha tenido numerosos conflictos sobre límites con San Sebastián, Alza y otras localidades vecinas, debido a la indefinición de estos, siendo el caso más sonado el de las tierras ganadas al mar sobre el que se construyó el barrio de Ancho. 

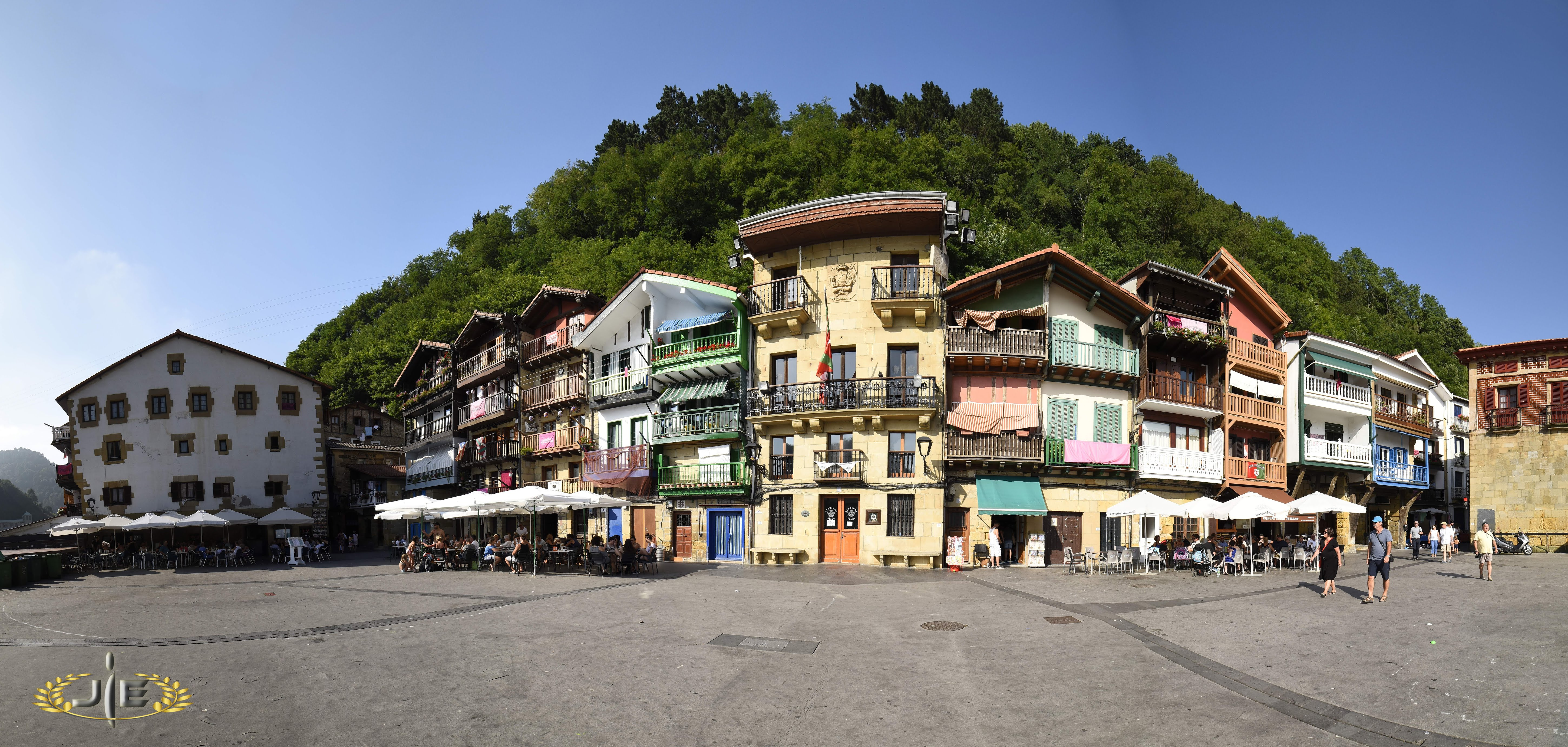
Pasai Donibane, San Juan, 2018

En 2005, coincidiendo con las celebraciones del bicentenario de la villa, el Ayuntamiento de Pasajes lanzó una campaña en pro del reconocimiento de los límites municipales de Vargas (que nunca llegaron a aplicarse). La aceptación de estos límites supondría que San Sebastián debería ceder una parte considerable de su término municipal que está compuesta por barrios densamente poblados (Bidebieta, Herrera, parte de Alza, Buenavista, parte de Inchaurrondo y Molinao) que incluyen a decenas de miles de habitantes. Tras desestimar el recurso el Tribunal Superior del País Vasco en mayo de 2009, en 2011 el Tribunal Supremo falló que no había lugar al recurso de casación, cortándose definitivamente el recorrido jurídico de la pretensión.

## Economía

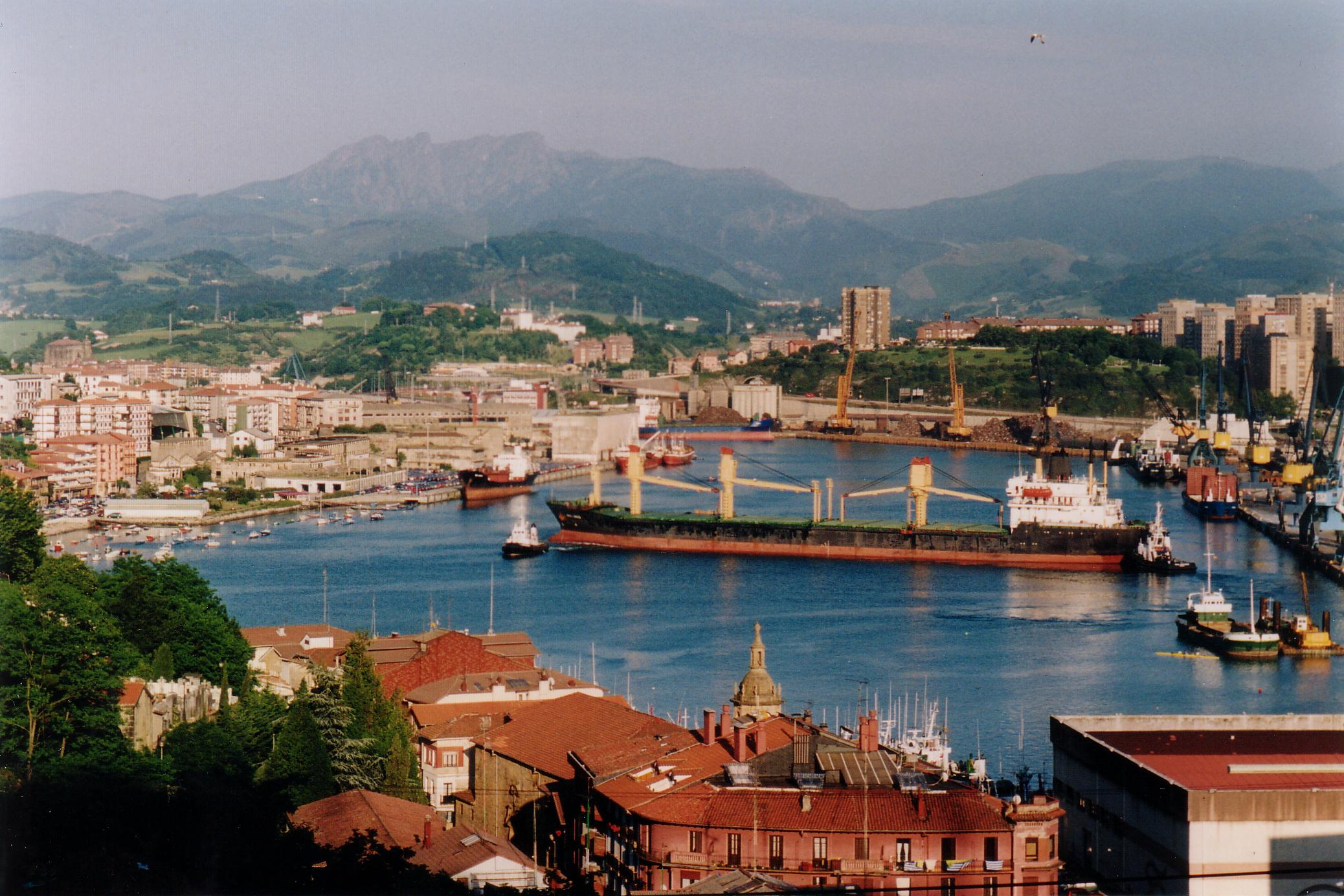
Vista del puerto de Pasajes. En primer plano San Pedro y a la izquierda San Juan. Las torres que se ven al fondo pertenecen a Rentería y en un segundo plano, por detrás de San Juan, se ve la iglesia de Lezo

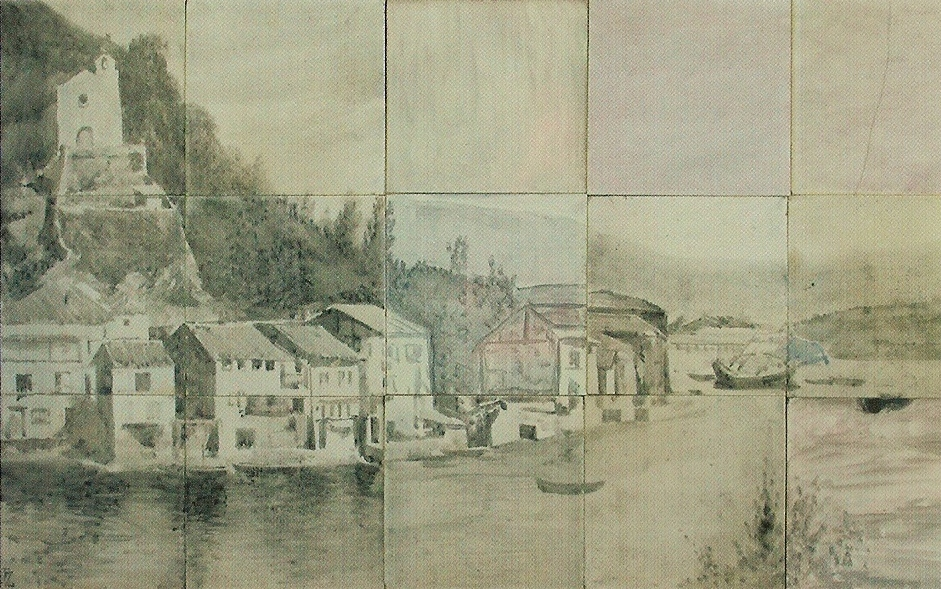
Puerto de Pasajes de San Juan, mural realizado por Daniel Zuloaga entre 1906 y 1907, durante su estancia en el municipio.

La economía de Pasajes gira principalmente en torno a la actividad del puerto comercial. Las instalaciones portuarias ocupan una parte significativa del municipio.

### Puerto de Pasajes
De los cuarenta y seis puertos que controla el Estado en España, Pasajes ocupa el puesto 16.º en el ranking de tráfico portuario total. En el País Vasco, donde sólo hay dos puertos de interés general, figura en el segundo puesto por detrás de Bilbao (5.º del ranking nacional). Se trata por lo tanto de un puerto relativamente pequeño, pero que tiene un importante peso en la economía guipuzcoana.
Una tercera parte del tráfico de mercancía del puerto se debe a la importación de chatarra. Esta chatarra es empleada como materia prima de la industria siderúrgica de Guipúzcoa. Esa misma industria utiliza el puerto para dar salida a su producción ya que el 20% del tráfico está compuesto por productos siderúrgicos (vigas, perfiles, etc.). Pasajes tiene también gran importancia en el transporte de vehículos. Las fábricas de automóviles situadas en el interior del país, como Mercedes de Vitoria o Volkswagen de Pamplona, se sirven del puerto guipuzcoano para dar salida a su producción. Para ello existen instalaciones acondicionadas para el almacenamiento de vehículos.
Otra importante mercancía que se desembarcaba en el puerto era el carbón, destinado principalmente a la central térmica de la empresa Iberdrola que se situaba dentro del recinto portuario. Dicha central tenía una capacidad de 240 MW y era la única central importante de producción de energía eléctrica de Guipúzcoa. Muchas asociaciones ecologístas se manifestaron en numerosas ocasiones en contra de la misma, al igual que el consistorio pasaitarra. De todos los partidos políticos con representación en el ayuntamiento pasaitarra, el PP fue el único en mostrarse favorable a la central térmica, mientras que el resto mostraron su disconformidad en diversas ocasiones. Esta instalación dejó de funcionar definitivamente el 29 de noviembre de 2012.
En la parte más occidental del municipio, entre el barrio de Trincherpe y el donostiarra de Herrera, se encuentra un polígono industrial (Zona Portuaria de Herrera) en el que se ubican pequeñas empresas relacionadas con la actividad del puerto (mayoristas de productos siderúrgicos, un centro de investigación marina, reparación de maquinaria naval, carpintería naval, calderería naval, elaboración y manipulación de marisco y pescado congelado, etc.). En los muelles de San Juan también hay unos astilleros que siguen funcionando dedicándose a la reparación naval y construcción de pequeños barcos como remolcadores.
La pesca es una actividad tradicional del municipio, que actualmente se encuentra inmersa en una larga y profunda crisis, pareciendo poco probable que vaya a remontar. Durante las décadas de 1960 y 1970, Pasajes fue un puerto bacaladero de gran importancia, con una flota de altura que llegó a tener 280 embarcaciones y empleó miles de personas. En la actualidad la flota pesquera de Pasajes ha disminuido drásticamente. También existe una pequeña flota de bajura. En total se dedican a la actividad pesquera sólo unas 300 personas en el municipio.
Dos faros señalan la salida al Cantábrico del Puerto de Pasajes: el Faro de La Plata situado en la parte occidental de la bocana del puerto, en el monte Ulía y el Faro de Senokozulua, en la parte oriental de la bocana del puerto hacia mar abierto.

### Empresas industriales
Las siguientes empresas de Pasajes superan los 50 trabajadores en la plantilla:
- AZTI: centro tecnológico de investigación marina y alimentaria.
- Iberdrola (Central térmica de Pasajes): generación eléctrica a partir de carbón. Clausurada a finales de 2012.[14]
- Sociedad Estatal de Estiba y Desestiba Pasajes (SESPA): estiba y desestiba de buques

## Administración y política

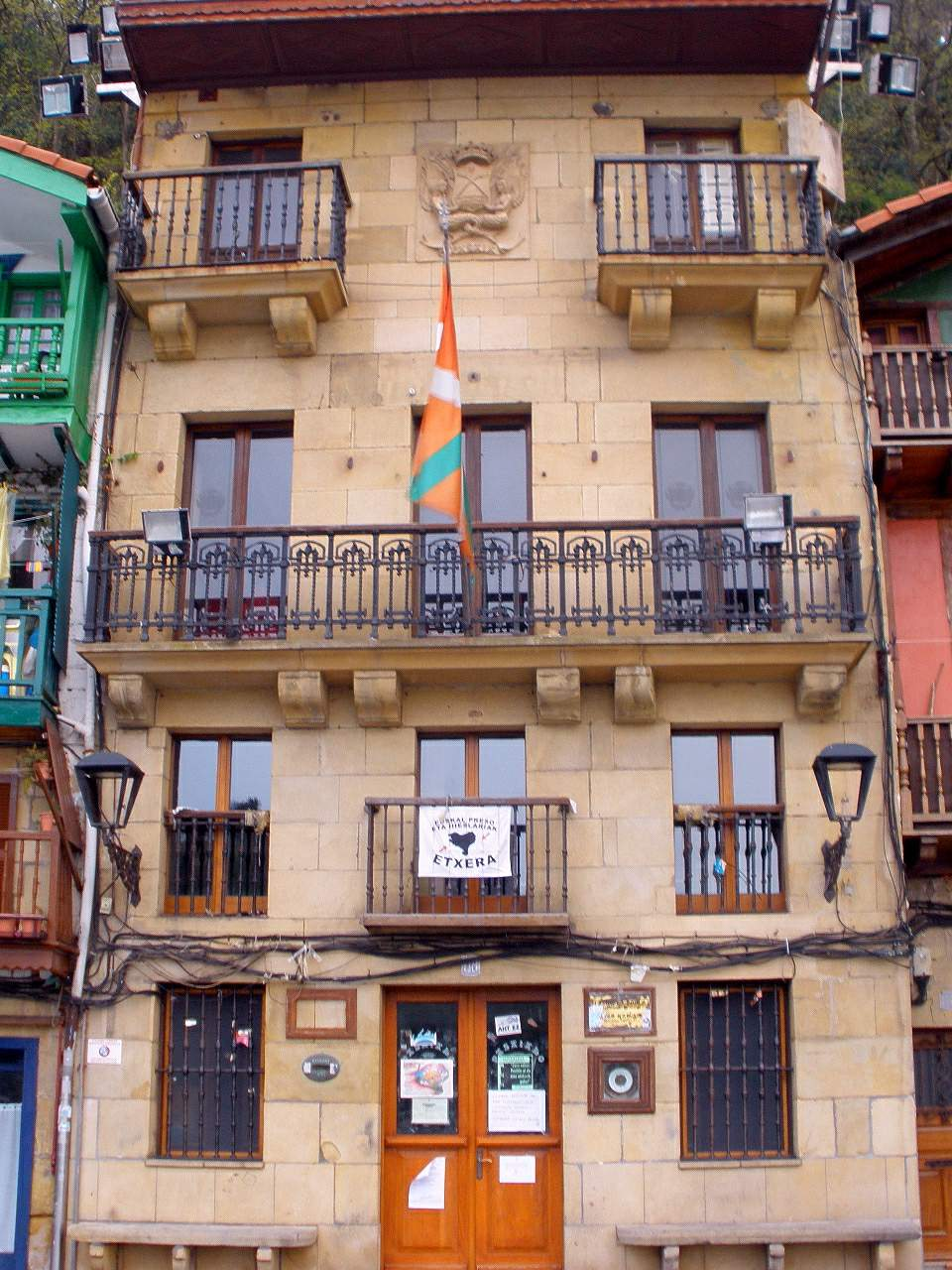
Ayuntamiento de Pasajes

### Gobierno municipal
| Periodo   | Nombre                         | Partido | Partido                                                       |
| --------- | ------------------------------ | ------- | ------------------------------------------------------------- |
| 1979-1983 | Eduardo Aseginolaza            |         | Herri Batasuna (HB)                                           |
| 1983-1987 | Roberto Etxezarreta Murgiondo  |         | Euzko Alderdi Jeltzalea-Partido Nacionalista Vasco (EAJ-PNV)  |
| 1987-1995 | Joseba Xabier Portugal Arteaga |         | Herri Batasuna (HB)                                           |
| 1995-1999 | Bixen Itxaso González          |         | Partido Socialista de Euskadi-Euskadiko Ezkerra (PSE-EE PSOE) |
| 1999-2003 | Juan Carlos Alduntzin Juanena  |         | Euskal Herritarrok (EH)                                       |
| 2003-2007 | Izaskun Gómez Cermeño          |         | Partido Socialista de Euskadi-Euskadiko Ezkerra (PSE-EE PSOE) |
| 2007-2011 | Maider Ziganda Población       |         | Eusko Abertzale Ekintza-Acción Nacionalista Vasca (EAE-ANV)   |
| 2011-2015 | Amaia Agirregabiria Alberdi    |         | Bildu                                                         |
| 2015-2023 | Izaskun Gómez Cermeño          |         | Partido Socialista de Euskadi-Euskadiko Ezkerra (PSE-EE PSOE) |
| 2023-act. | Teodoro Alberro Bilbao         |         | Euskal Herria Bildu (EH Bildu)                                |

La peculiar conformación de Pasajes como municipio, unida a la dispersión geográfica y las dificultades de intercomunicación de sus distritos hace que la configuración administrativa y política tenga también sus peculiaridades. Así cada uno de los cuatro distritos que conforman el municipio, es decir, San Juan, San Pedro, Pasajes Ancho y Trincherpe, cuentan con un concejal delegado que, popularmente es conocido como Teniente de Alcalde del distrito y que es el encargado de relacionarse con el tejido asociativo, recibir y atender a los ciudadanos que acudan a él y presidir la correspondiente Comisión de fiestas que se encarga de organizar los eventos que se celebren en ese distrito a lo largo del año.
| Partido político                                              | 2015   | 2015       | 2011   | 2011       | 2007   | 2007       | 2003        | 2003        | 1999    | 1999       | 1995   | 1995       | 1991  | 1991       |
| Partido político                                              | %      | Concejales | %      | Concejales | %      | Concejales | %           | Concejales  | %       | Concejales | %      | Concejales | %     | Concejales |
| Partido Socialista de Euskadi-Euskadiko Ezkerra (PSE-EE PSOE) | 27,52  | 5          | 17,38  | 3          | 23,45  | 5          | 25,72       | 5           | 20,53   | 3          | 19,27  | 4          | 23,02 | 4          |
| Euzko Alderdi Jeltzalea-Partido Nacionalista Vasco (EAJ-PNV)  | 25,66  | 5          | 16,09  | 3          | 13,51  | 2          | 24,56       | 4           | 24,03   | 4          | 14,81  | 3          | 14,13 | 3          |
| Euskal Herria Bildu (EH Bildu)-Bildu                          | 23,52  | 4          | 40,23  | 8          | —      | —          | —           | —           | —       | —          | —      | —          | —     | —          |
| Puede Pasaia (K) Ahaldu (PPA)                                 | 14,27  | 3          | —      | —          | —      | —          | —           | —           | —       | —          | —      | —          | —     | —          |
| Partido Popular del País Vasco (PP)                           | 4,19   | 0          | 10,08  | 2          | 9,33   | 1          | 16,36       | 3           | 11,86   | 2          | 9,52   | 1          | 4,62  | 0          |
| Irabazi-Ezker Batua-Berdeak (EB-B)                            | 3,13   | 0          | 5,95   | 1          | 9,16   | 1          | 11,64       | 2           | 6,07    | 1          | 9,46   | 1          | 1,84  | 0          |
| Hamaikabat (H1!)                                              | —      | —          | 3,67   | 0          | —      | —          | —           | —           | —       | —          | —      | —          | —     | —          |
| Aralar                                                        | —      | —          | 3,12   | 0          | —      | —          | —           | —           | —       | —          | —      | —          | —     | —          |
| Eusko Abertzale Ekintza-Acción Nacionalista Vasca (EAE-ANV)   | —      | —          | —      | —          | 33,41  | 7          | —           | —           | —       | —          | —      | —          | —     | —          |
| Eusko Alkartasuna (EA)                                        | —      | —          | —      | —          | 8,52   | 1          | 19,08       | 3           | Con PNV | Con PNV    | 18,19  | 3          | 17,33 | 3          |
| Euskal Herritarrok (EH)-Herri Batasuna (HB)                   | —      | —          | —      | —          | —      | —          | Ilegalizado | Ilegalizado | 36,18   | 7          | 26,06  | 5          | 29,04 | 6          |
| Euskadiko Ezkerra (EE)                                        | PSE-EE | PSE-EE     | PSE-EE | PSE-EE     | PSE-EE | PSE-EE     | PSE-EE      | PSE-EE      | PSE-EE  | PSE-EE     | PSE-EE | PSE-EE     | 8,38  | 1          |

En la actualidad, Teodoro Alberro Bilbao, de EH Bildu, fue investido Alcalde del municipio tras ser la fuerza más votada en las elecciones del 28 de mayo de 2023 y tras rubricar el acuerdo que le dio mayoría absoluta, con 9 concejales, con el único concejal de Podemos-Alianza Verde.

### Elecciones autonómicas 2016
El 25 de septiembre de 2016 se celebraron elecciones al Parlamento Vasco. Los resultados electorales en Pasajes dieron como ganadora a la candidatura del PNV liderada por Iñigo Urkullu, mientras que inmediatamente después se colocó EH Bildu, dirigida por Maddalen Iriarte en territorio guipuzcoano. Los socialistas, en el gobierno municipal, cayeron a la cuarta fuerza obteniendo su 2.º peor resultado histórico en unas elecciones, superando solamente el resultado de las europeas de 2014:
| Partido | Partido            | Votos | %     |
|         | EAJ-PNV            | 2116  | 30,37 |
|         | EH Bildu           | 1937  | 27,80 |
|         | Elkarrekin Podemos | 1269  | 18,21 |
|         | PSE-EE             | 908   | 13,03 |
|         | PP                 | 456   | 6,54  |

## Demografía
Pasajes cuenta con una población de 16 009 habitantes (INE 2024).
| Gráfica de evolución demográfica de Pasajes entre 1842 y 2021 |
| |
| Población de derecho según los censos de población del INE Población de hecho según los censos de población del INEEntre el censo de 1887 y el anterior, este municipio desaparece porque se integra por partes en los municipios Pasajes de San Juan y Pasajes de San Pedro Entre el censo de 1897 y el anterior, aparece este municipio porque se fusionan los municipios Pasajes de San Juan y Pasajes de San Pedro |

| Gráfica de evolución demográfica de Pasajes de San Pedro entre 1887 y 1887 |
| |
| Población de derecho según los censos de población del INE Población de hecho según los censos de población del INEEntre el censo de 1887 y el anterior, aparece este municipio porque se segrega del municipio Pasajes Entre el censo de 1897 y el anterior, este municipio desaparece porque se integra en el municipio Pasajes |

| Gráfica de evolución demográfica de Pasajes de San Juan entre 1887 y 1887 |
| |
| Población de derecho según los censos de población del INE Población de hecho según los censos de población del INEEntre el censo de 1887 y el anterior, aparece este municipio porque se segrega del municipio Pasajes Entre el censo de 1897 y el anterior, este municipio desaparece porque se integra en el municipio Pasajes |

## Cultura

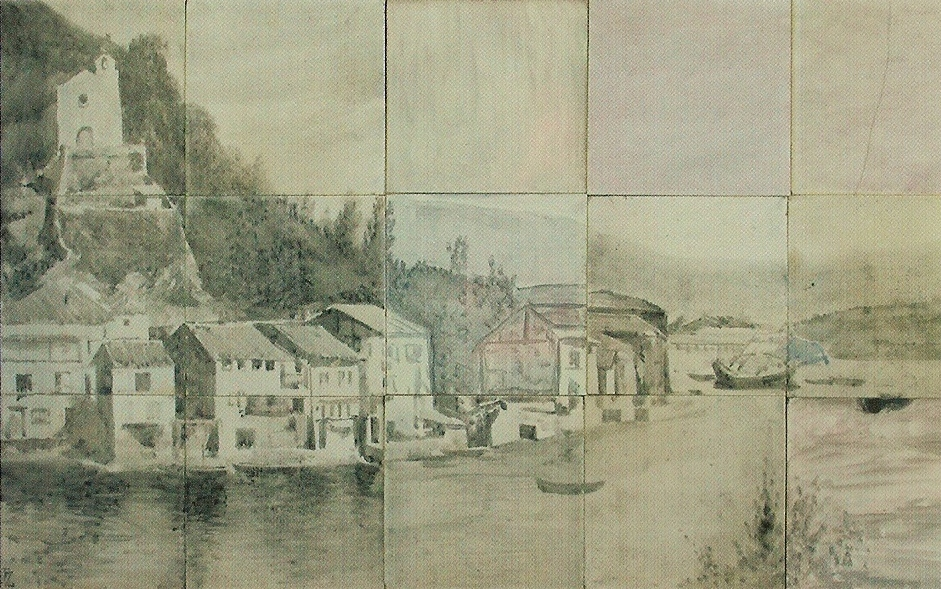
Puerto de Pasajes de San Juan, mural pintado por Daniel Zuloaga durante su estancia en el municipio

- Albaola, la Factoría Marítima Vasca, donde conocer la historia marítima vasca a través de la construcción ante el público de una réplica de una de sus embarcaciones más conocidas: el ballenero del siglo XVI SAN JUAN.

- Barco Museo Ecoactivo Mater. Última gran bonitera vasca construida en madera, hoy convertida en un Barco Museo Ecoactivo para conocer la sostenibilidad de las artes de pesca tradicionales vascas y sensibilizar sobre el cuidado del medio marino. Amarrado en Pasajes San Pedro, cuenta con un amplio programa de actividades para conocer, amar y conservar el entorno marítimo, cultural y natural de Pasaia-Jaizkibel-Ulia (Guipúzcoa): visitas guiadas al barco, salidas interpretativas a la mar, rutas guiadas a pie, talleres didácticos a bordo y ecoactividades de sensibilización y ciencia ciudadana.

- Casa Museo Victor Hugo, casa del siglo XVII que actualmente acoge la exposición premanente Viaje a la Memoria. En la planta baja del edificio se encuentra la oficina de turismo de Pasajes.

### Patrimonio
De los distritos de Pasajes, sin lugar a dudas San Juan (Donibane) es el más pintoresco y el que encierra los edificios más interesantes. El barrio de San Pedro, más marinero, cuenta también con algunos monumentos de interés; mientras que Pasajes Ancho y Trincherpe son barrios modernos que carecen de monumentos reseñables.
La principal calle del distrito de San Juan (Donibane) es la calle de San Juan (Donibane Kalea). Esta calle forma por sí sola el casco antiguo de dicha población. Es una larga, tortuosa, estrecha y adoquinada calle que se abre paso entre el viejo muelle del pueblo y las casas de pescadores, que parecen casi colgadas del monte. Los pasadizos, casas señoriales y marineras dotan a esta calle de una atmósfera muy particular, que hace muy recomendable su visita. Casi todos los monumentos de San Juan (Donibane) se encuentran a lo largo de esta calle.
En el caso de San Pedro, el casco antiguo de la población está formado por la calle de San Pedro (San Pedro Kalea), la plaza del Pueblo (Herriko Plaza) y la plaza Tirri Tarren. Presenta similitudes con el casco antiguo de San Juan, aunque tiene un aspecto más moderno debido a la zona "ganada al mar", puesto que hasta los años 60 el mar alcanzaba las fachadas de las casas, del mismo modo que sigue ocurriendo actualmente en San Juan.

#### Monumentos religiosos
En San Juan (Donibane) encontramos la iglesia parroquial de San Juan Bautista. Las obras de esta iglesia comenzaron en el siglo XVI y finalizaron en 1643 cuando fue abierta al culto. Mezcla el estilo barroco con el neoclásico. En su interior destaca el retablo barroco obra de Sebastián Lekuona y con tallas de Felipe Arizmendi.
A poca distancia, en la plaza de la Piedad, se halla el Humilladero de la Piedad, un humilladero construido en el siglo XVI sobre otro anterior. En su interior se guarda una imagen de Nuestra Señora de la Piedad y una lápida conmemorativa de la participación de pasaitarras en la Batalla de Roncesvalles.
Al final de la calle de San Juan se encuentra la ermita del Santo Cristo de la Bonanza. Es una ermita marinera de estilo barroco construida en el siglo XVIII.
Sobre un mirador, se encuentra la ermita de Santa Ana, de origen posiblemente románico. En su interior alberga una imagen de Santa Ana con La Virgen. Junto a la ermita se encuentra el albergue de peregrinos que recorren el Camino del Norte.
En San Pedro, destaca la iglesia parroquial de San Pedro finalizada en 1774 y que sustituyó a la antigua parroquia, que ocupa el lugar del actual cementerio y cuyos restos son los más antiguos de este barrio.
La iglesia de Nuestra Señora del Carmen, en Trincherpe, inaugurada en 1953, alberga el retablo mayor de la antigua basílica del Santuario de Aranzazu.

#### Monumentos civiles
Además de los templos religiosos son destacables ciertos edificios civiles en la Calle Donibane. Entre ellos figuran el nº79 (Casa Cámara), una casa de planta rectangular, estrecha y profunda que destaca sobre las demás, y la Casa Gaviria, más conocida como Casa de Víctor Hugo, donde el famoso escritor francés residió durante unos días en 1843. Víctor Hugo inmortalizó su estancia en tierras vascas en su libro Alpes y Pirineos.
Otros edificios destacados son el Palacio de Villaviciosa, de estilo renacentista del siglo XVI, o el Palacio Arizabalo (actualmente, nueva sede del ayuntamiento pasaitarra) de estilo barroco. En la plaza Santiago se encuentra el antiguo ayuntamiento (anteriormente Ayuntamiento de San Juan).
Mención aparte merecen las ruinas de las antiguas defensas del puerto de Pasajes. Desde San Juan se puede continuar por un paseo (llamado "Puntak") que bordea la bocana del puerto hasta llegar a las ruinas del Fuerte de Santa Isabel que defendía la entrada del puerto. Este fuerte estuvo en funcionamiento desde 1621 hasta 1867. En la falda del monte Jaizkibel y en las del monte Ulia se conservan restos de fortificaciones y otros elementos defensivos.

### Gastronomía
En Pasajes podemos encontrar una gran variedad de restaurantes donde podremos degustar los platos típicos, compuestos principalmente de pescado y mariscos, encima de la misma mar en terrazas habilitadas para tal efecto disfrutando de un marco incomparable como es la bocana de entrada al puerto.

### Deporte
Las regatas de traineras tienen una enorme popularidad en el municipio. La tradición del remo en Pasajes se remonta a la época en la que los vecinos de San Pedro y San Juan competían entre sí por descargar antes el pescado o dar caza a alguna ballena. Los clubes de remo de San Pedro (Sanpedrotarra A.E.) y San Juan (Koxtape A.E.) tienen una enorme rivalidad que trasciende lo meramente deportivo y cada año en septiembre, coincidiendo con las regatas de la bahía de la Concha en San Sebastián, las calles de Pasajes se tiñen de color morado y rosa, de las respectivas aficiones de San Pedro y San Juan.
Ambas traineras, la de San Pedro y la de San Juan, tienen un gran palmarés. Actualmente, las traineras pasaitarras se encuentran en un periodo de crisis. Durante el último lustro, el relevo en la banda occidental de la ría lo ha recogido el más joven Club de Remo de Trincherpe. Tanto San Juan (CD Koxtape) como Trincherpe han representado a Pasajes en las primeras ediciones de la Liga ACT, una liga semiprofesional que agrupa a las traineras más importantes del Mar Cantábrico, y que tuvo su primera edición en 2003. El CR Sampedrotarra no pudo lograr entonces un puesto en la liga principal, teniendo que competir en la liga ARC, de categoría inferior. Sin embargo, en 2005 descendió Trincherpe, y en 2006 le ha seguido Koxtape. Mismo año en el que el CR Sampedrotarra ha logrado un puesto en la ACT, tras quedar en primer lugar en los play-offs de ascenso (después de una gran temporada en la liga ARC).
Hace una década adquirió también bastante notoriedad y obtuvo éxitos otro club de remo, llamado Donibaneko Arraunlariak, que surgió como una escisión de San Juan, pero en la actualidad este club ha desaparecido, reintegrándose sus miembros en el CD Koxtape. En San Juan también hay otro club menor de remo, llamado Yola.
En el fútbol hay asimismo división entre los pasaitarras. Cada barrio cuenta con su propio club de fútbol: CD Pasajes, de Pasajes-Ancho; CD Trintxerpe-Azkuene, de Trincherpe, Sampedrotarra, de San Pedro y Donibane SCRD, de San Juan. De este último, es más conocida la sección de balonmano que milita en la liga territorial guipuzcoana. También son abundantes los clubes de montaña.

### Fiestas
Cada distrito del municipio celebra sus propias fiestas.
En San Juan se celebran Sanjuanes, el 24 de junio, aunque tienen más importancia las fiestas de Santiago y el 27 de julio festividad de San Pantaleón, en las que se celebra una tamborrada de pescadores (arrantzale) y se hace una parrillada de sardinas a lo largo del pueblo a cargo de los veteranos del pueblo.
En San Pedro se celebra la festividad de San Pedro, el 29 de junio.
Las fiestas patronales de Pasajes Ancho se celebran por San Fermín, el 7 de julio. Son unas fiestas muy animadas.
En Trincherpe la patrona es la Virgen del Carmen, cuya festividad se celebra el 16 de julio. También son destacables los Carnavales. Se suele celebrar el domingo de piñata (domingo siguiente al Miércoles de Ceniza), con el llamado entierro del bacalao.

### Leyendas
Es conocida la lápida del Humilladero de La Piedad que conmemora una supuesta participación de vecinos de Pasajes de San Juan en la Batalla de Roncesvalles.